# Liechtensteiner-Cup 2004-2005
La Liechtensteiner-Cup 2004-2005 è stata la 60ª edizione della coppa nazionale del Liechtenstein disputata tra il 24 agosto 2004 (con l'incontro del turno preliminare) e il 5 maggio 2005 e conclusa con la vittoria finale del Vaduz, al suo trentaquattresimo titolo e ottavo consecutivo.

## Formula
Alla competizione, che si svolse ad eliminazione diretta con partita unica, parteciparono le sette squadre del principato che potevano iscrivere anche più di un team.

## Turno Preliminare
L'incontro di giocò il 24 agosto 2004.
| Squadra 1    | Risultato | Squadra 2         |
| ------------ | --------- | ----------------- |
| FC Vaduz III | 2 - 3     | FC Triesenberg II |

## Ottavi di finale
Gli incontri si giocarono il 28 e 29 settembre 2004.
| Squadra 1             | Risultato | Squadra 2            |
| --------------------- | --------- | -------------------- |
| USV Eschen/Mauren III | 0 - 9     | FC Schaan            |
| FC Schaan II          | 0 - 4     | FC Ruggell           |
| FC Triesenberg II     | 0 - 6     | USV Eschen/Mauren    |
| FC Balzers II         | 4 - 1     | FC Triesen           |
| FC Triesen II         | 1 - 5     | USV Eschen/Mauren II |
| FC Vaduz II           | 1- 2      | FC Triesenberg       |
| FC Ruggell II         | 0 - 9     | Vaduz                |
| FC Schaan III         | 0 - 8     | FC Balzers           |

## Quarti di finale
Gli incontri si giocarono tra il 20 e il 26 ottobre 2004.
| Squadra 1      | Risultato | Squadra 2            |
| -------------- | --------- | -------------------- |
| FC Ruggell     | 0 - 3     | USV Eschen/Mauren    |
| FC Balzers II  | 1 - 8     | Vaduz                |
| FC Triesenberg | 3 - 0     | USV Eschen/Mauren II |
| FC Schaan      | 1 - 4     | FC Balzers           |

## Semifinale
Gli incontri si giocarono il 9 e 10 novembre 2004.
| Squadra 1      | Risultato | Squadra 2         |
| -------------- | --------- | ----------------- |
| FC Triesenberg | 2 - 4     | USV Eschen/Mauren |
| Vaduz          | 5 - 1     | FC Balzers        |

## Finale
La finale si giocò a Vaduz il 5 maggio 2005.
| Vaduz 5 maggio 2005                                                                                            | Vaduz     | 4 – 1             | USV Eschen/Mauren | Rheinpark Stadion (1.050 spett.) |
| \| \| \| \| \| Igor Manojlovic 62’ Martin Stocklasa 74’ Sumiala 88’ 90+1’ \| Marcatori \| 45+1’ Thomas Nigg \| |           |                   |                   |                                  |
| |           |                   |                   |                                  |
| Igor Manojlovic 62’ Martin Stocklasa 74’ Sumiala 88’ 90+1’                                                     | Marcatori | 45+1’ Thomas Nigg |                   |                                  |